# Belgijski kryzys rządowy (2010–2011)
Belgijski kryzys rządowy – trwający od czerwca 2010 roku do grudnia 2011 (541 dni), był najdłuższym kryzysem rządowym we współczesnej historii politycznej świata. Od czasu czerwcowych wyborów parlamentarnych w 2010 roku kraj nie był w stanie powołać konstytucyjnego rządu. Administracyjną władzę sprawował ustępujący rząd Yves’a Leterme’a. Nowym premierem został Elio Di Rupo – waloński polityk pochodzenia włoskiego.

## Tło
Przyczyną kryzysu był brak zgody pomiędzy partiami politycznymi z różnych części językowych i regionalnych.

## Protesty społeczne

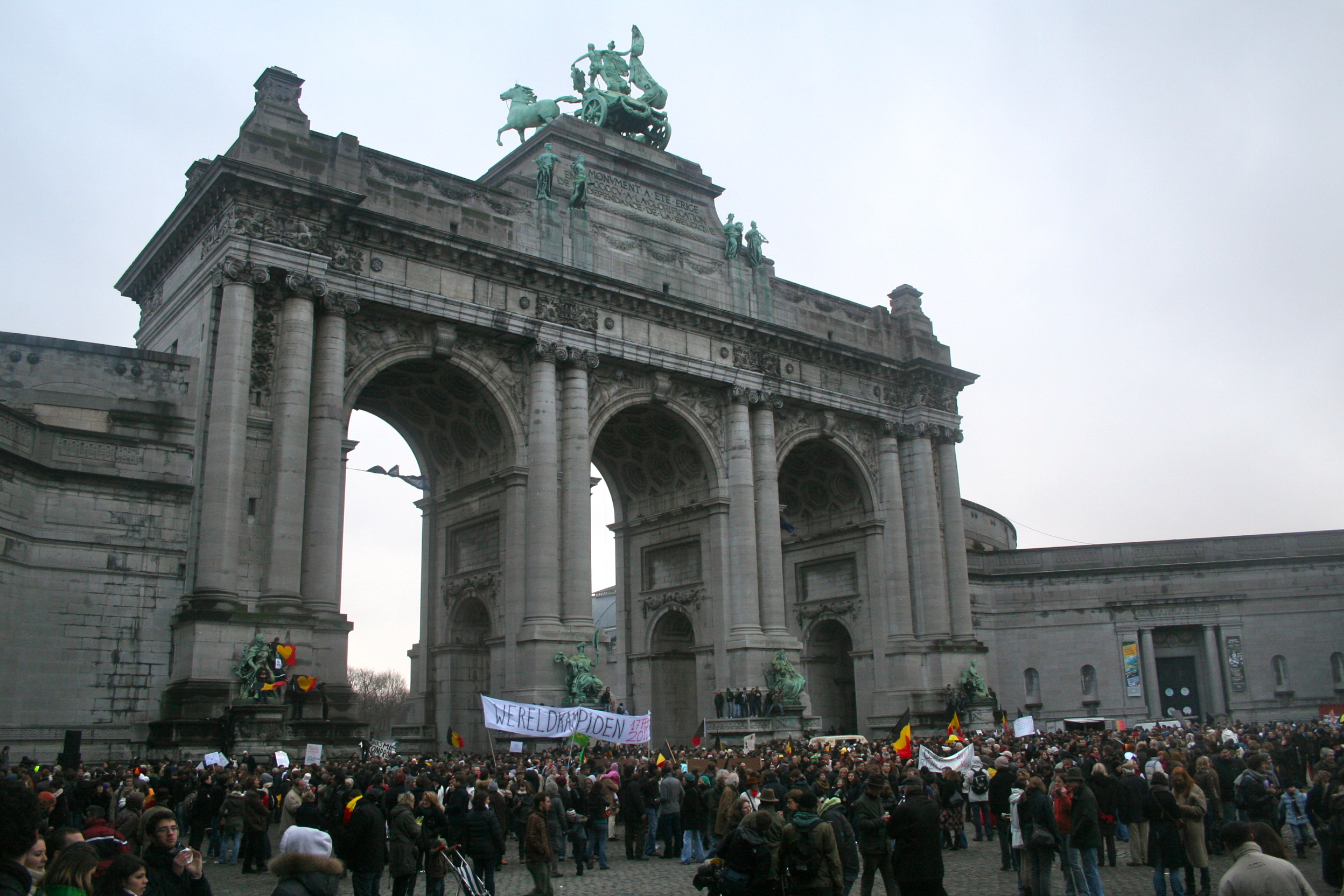
Wiec protestacyjny w styczniu 2011 r.

23 stycznia 2011 r. 30 tysięcy osób wzięło udział w demonstracji w centrum Brukseli, domagając się zakończenia przeciągającego się kryzysu. W kraju organizowane były również różnego rodzaju happeningi mające na celu przekonanie polityków do uformowania rządu federalnego (m.in. niegolenie twarzy przez mężczyzn i nóg przez kobiety, nawoływanie życiowych partnerów polityków do nieuprawiania seksu do czasu zawarcia porozumienia).

## Negocjacje
Najtrudniejszymi obszarami negocjacyjnymi były:
- dofinansowanie Brukseli,
- prawa językowe i wyborcze frankofonów mieszkających we flamandzkich gminach wokół Regionu Stołecznego Brukseli,
- przekazanie dalszych kompetencji z poziomu federalnego do regionów: Regionu Flamandzkiego, Regionu Walońskiego oraz Regionu Stołecznego Brukseli.

## Porozumienie

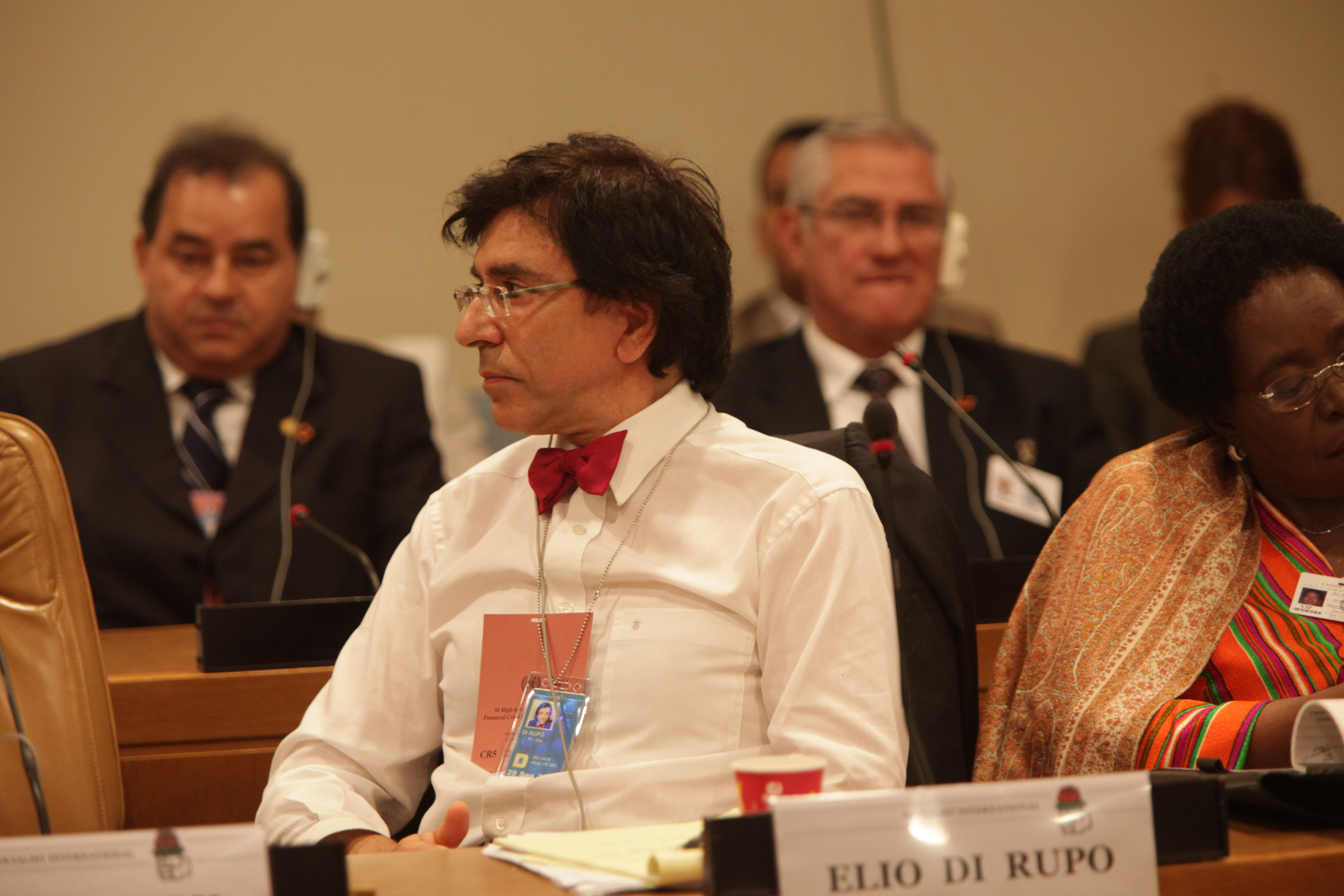
Elio Di Rupo

30 listopada 2011 sześć ugrupowań (partie socjalistyczne, chadeckie i liberalne flamandzkie i walońskie) uzgodniło umowę koalicyjną, w wyniku której Elio Di Rupo został oficjalnym kandydatem na urząd premiera Belgii. Jednym z powodów przyspieszających negocjacje był pogarszający się stan finansów państwa i związane z tym obniżenie ratingu Belgii. Rząd Di Rupo został zaprzysiężony i rozpoczął urzędowanie 6 grudnia 2011.